# Irvis Scheynius
Irvis John Erik Jurkunas-Scheynius, född 10 mars 1922 i Stockholm, död 30 augusti 2010 i Stockholm, var en svensk jurist som var lagman i Haparanda tingsrätt från 1971 till 1989.
Scheynius blev juris kandidat vid Stockholms universitet 1948. Han genomförde tingstjänstgöring 1948-1950 och var fiskal vid Hovrätten för Nedre Norrland 1951. Han var tingsdomare i Gällivare domsaga från 1959 och var där biträdande häradshövding från 1963 och utsågs till häradshövding över Torneå domsaga 1968, och fortsatte där från 1971 till 1989 som lagman i Haparanda tingsrätt.
Scheynius var son till minister Ignas Scheynius och hans maka Gertrud, född Sydoff. Han var från 1947 gift med Anna-Lisa, född Carlsson (1922–2000). De var föräldrar till direktör Ignas Scheynius.